# Phallus impudicus
Phallus impudicus, ili u narodu poznatiji kao smrdljivi pevac, smrdljivi stršak ili đavolje jaje, široko je rasprostranjena i veoma prepoznatljiva gljiva usled svog jakog i neprijatnog mirisa kao i veoma karakterističnog izgleda. Često se sreće u vlažnim listopadnim ili četinarskim šumama, ili na njenim rubovima od proleća pa do jeseni. Neugodan miris se može osetiti i sa velike udaljenosti.

## Opis plodnog tela
Odraslo plodno telo je građeno od fertilne (plodne) glave, sterilnog stručka i ostatka ovoja u bazi drške. Plodno tele je visoko do 25 cm. debljine i do 3 cm kada je zrelo, a do 5 cm kada je u formi jajeta.
Plodno telo u začetku svog razvoja je u obliku belog okruglastog ili eliptičnog jajeta ili ovojnice unutar kojega se nalazi želatinozni sloj koji štiti sivkastozelenkastu masu sa sporama. Ta masa sa sporama je još dodatno zaštićena unutarnjom membranom. Unutar jajeta počinje se razvijati i sterilna drška koja će svoju eksploziju rasta doživeti tek kada plodno telo probije ovojnicu i izduži se u debeli valjkastu dršku sa fertilnom glavom. Fertilna ili plodna glava je stožastog oblika, sužava se ka vrhu te se na samom vrhu završava rupicom ili malim kraterom koji je beličasto obrubljen. U početku je zelenomaslinaste boje te postepeno počinje propadati i nestajati, a ispod te mase ukazuje se rebrasta površina klobuka (poput pčelinjeg saća) koja je bele do sive boje (kada sva zelena masa sa sporama propadne).
Glava klobuka se ne nastavlja na dršku, već je od njega jasno odvojena rubom. drška je pravilnog valjkastog oblike uglavnom bele boje. Lomljiva, šuplja i sunđeraste strukture. Kada se razvije pri dnu dnu ostaje beli omotač i želatinozni sloj unutar omotača. U samoj bazi, omotač je za supstrat na kojemu raste pričvršćena belim micelijskim nitima. Meso je krhko, lomljivo. Zelena masa sa sporama vlažna, sluzasta, zatim kašasta, na kraju se osuši i nestane. Miris, u toj fazi kada je masa sa sporama maslinaste boje (spore sazrijevaju) je vrlo neugodan, kasnije kada spore nestanu više nije izražen.

## Otisak spora
Otisak spora je maslinastosmeđe boje.
Spore su eliptične, glatke, 3,5—4 × 1,5—2 µm.

## Jestivost
Gljiva je uslovno jestiva samo dok je mlada odnosno u formi jajeta. Neophodno je pre konzumacije termički obraditi.

## Galerija
- Phallus impudicuns
- Phallus impudicuns
- phallus impudicuns

## Literatura
- Uzelac, Branislav (2009). Gljive Srbije i zapadnog Balkana. Beograd: BGV logic.
- (1997). Atlas gljiva. Zagreb: Prosvjeta.
- Flik, M. (2010). Koja je ovo gljiva? prepoznavanje, sakupljanje, upotreba. Beograd: Marso.

## Spoljašnje veze
- http://bioras.petnica.rs%5B%5D
- http://www.indexfungorum.org
- http://www.first-nature.com